# Tobias Hager
Tobias Hager (* 13. August 1973 in München) ist ein ehemaliger deutscher Fußballspieler.

## Karriere

### Vereine
Hager gehörte von 1991 bis 1996 der Amateurmannschaft des FC Bayern München an und kam in der im Jahr 1994 neu eingeführten drittklassigen Regionalliga Süd in 53 Punktspielen zum Einsatz. Des Weiteren bestritt er fünf Spiele im DFB-Pokal-Wettbewerb, sein erstes am 11. September 1993 in der 3. Hauptrunde beim 5:4-Sieg im Elfmeterschießen gegen den 1. FC Köln, sein letztes am 7. März 1995 bei der 1:2-Niederlage im Viertelfinale gegen den VfL Wolfsburg, wobei er den Führungstreffer in der 60. Minute erzielte, nachdem er mit seiner Mannschaft die Profiklubs Werder Bremen, Chemnitzer FC und VfB Stuttgart aus dem Wettbewerb warf.
Zur Saison 1996/97 wurde er vom Zweitligisten SpVgg Unterhaching verpflichtet, für den er bis zum Saisonende 1997/98 sechs Punktspiele bestritt. Am 1. Dezember 1996 (16. Spieltag) debütierte er in der 2. Bundesliga beim 1:1-Unentschieden im Auswärtsspiel gegen den FC Gütersloh über 90 Minuten. Sein letztes Fußballspiel bestritt er am 24. Oktober 1997 (11. Spieltag) beim 3:0-Sieg im Heimspiel gegen den FC Carl Zeiss Jena, als er in der 85. Minute für Altin Rraklli eingewechselt wurde.

### Nationalmannschaft
Hager bestritt zahlreiche DFB-Juniorennationalmannschaft-Einsätze von der U17 bis zur U19. Mit der DFB-Juniorennationalmannschaft nahm er an der U-18-EM 1992 im eigenen Land teil. Hager bestritt zudem im Jahr 1994 drei Länderspiele für die U21-Nationalmannschaft.